# 魏森贝格
魏森贝格（德語：Weißenberg，發音：[ˈvaɪsn̩ˌbɛʁk] ⓘ，發音：[ˈwʊspɔʁk] ⓘ）是德国萨克森州包岑县的城市，面积50.96平方千米，2023年12月31日人口为3,068人。